# ليتيسيا غونزاليس
ليتيسيا غونزاليس (بالإسبانية: Leticia González)‏ هي كيميائية إسبانية، ولدت في 17 مارس 1971 في مدريد في إسبانيا.